# Saint-Acheul
Saint-Acheul är en kommun i departementet Somme i regionen Hauts-de-France i norra Frankrike. Kommunen ligger i kantonen Bernaville som tillhör arrondissementet Amiens. År 2022 hade Saint-Acheul 36 invånare.

## Befolkningsutveckling
Antalet invånare i kommunen Saint-Acheul
| Referens: INSEE |